# Assemblea Prefectural d'Osaka
L'Assemblea Prefectural d'Osaka (大阪府議会, Osaka-fu gikai) és la assemblea legislativa de la prefectura d'Osaka, al Japó.
Com en totes les prefectures, el termini legislatiu és de quatre anys amb membres elegits pel sistema de vot únic no transferible. L'Assemble té importants funcions, com aprovar les lleis, els presupostos, els nombraments administratius al govern prefectural, inclosos els vice-governadors. L'Assemblea Prefectural d'Osaka té actualment 88 membres.

## Història

### Cronologia
- 1878: El juliol es crea el govern prefectural d'Osaka amb tots els seus organs de govern, assemblea inclosa mitjançant decret del govern central. El nom d'aquesta institució serà "Assemblea d'Osaka" (大阪府会, Osaka-fu kai).[4]
- 1879: Al març se celebren les primeres eleccions a l'assemblea prefectural per sufragi censatari per a elegir 34 membres repartits en 11 circumscripcions electorals.
- 1882: Al març es construeix una nova seu per a l'assemblea a gran escala al barri de Nishidotonbori, al districte de Nishi, Osaka.
- 1892: Al març la seu de l'assemblea es destrueix victima d'un incendi.
- 1893: Es torna a construir una nova seu per a l'assemblea, que aquesta vegada es trobarà junt a la seu del govern prefectural al barri d'Enokojima, a Nishi, Osaka.
- 1926: A l'octubre s'inaugura el nou edifici del govern prefectural, el tercer des de la fundació de la institució, el qual contindrá també l'assemblea prefectural. Aquest edifici encara està en ús.
- 1928: A partir d'aquest any la votació a les següents eleccions deixarà de ser per sufragi censatari i passarà a ser per sufragi universal masculí.
- 1947: És celebren a l'abril les primeres eleccions a l'assemblea sota la nova llei d'autonomia local, amb sufragi universal i elegin 74 membres en 36 circumscripcions electorals. El nom oficial en japonès canvia d'Osaka-fu kai (大阪府会) a Osaka-fu gikai (大阪府議会), tot i que en català no es diferèncien els termes. L'institució continuà emprant el nom d'abans de la guerra per costum fins a la dècada de 1960.[5]
- 2011: El 4 de juny s'aprova un projecte de llei per a reduir el nombre d'escons de l'assemblea de 109 a 88, aplicant-se esta reforma a les eleccions de 2015.[6]

## Composició actual

### Per afiliació política
Després de les eleccions prefecturals i des d'agost de 2019, els regionalistes de centre-dreta (ARO) i els demobudistes (Kōmeitō) va formar un pacte de majoria parlamentària per tal de governar la prefectura. El PLD es va quedar al marge d'aquesta coalició, lideran així l'oposició.
| Partit | Partit                               | Partit  | Membres |
| ------ | ------------------------------------ | ------- | ------- |
|        | Associació de la Restauració d'Osaka | ARO     | 50 / 88 |
|        | Partit Liberal Democràtic            | PLD     | 16 / 88 |
|        | Kōmeitō                              | KMT     | 15 / 88 |
|        | Partit Comunista del Japó            | PCJ     | 2 / 88  |
|        | Xarxa Democràtica                    | PDC-PDG | 2 / 88  |
|        | Independents                         | Ind     | 3 / 88  |
|        | Escons vacants                       |         | 0 / 88  |

### Grups parlamentaris
| Grup Parlamentari | Grup Parlamentari                      | Components              | Líder             | Total |
|                   | Associació de la Restauració d'Osaka   | ARO: 49 Independents:4  | Tsutomu Shimizu   | 53    |
|                   | Partit Liberal Democràtic Independents | PLD: 15 Independents: 1 | Takeo Deguchi     | 16    |
|                   | Kōmeitō                                | Kōmeitō: 15             | Masahiro Ookuni   | 15    |
|                   | Partit Comunista del Japó              | PCJ: 2                  | Sachiho Yamamura  | 2     |
|                   | Xarxa Democràtica                      | PDC: 1 PDG: 1           | Yoshitsugu Fujino | 2     |

## Circumscripcions
| Circumscripcions electorals       | Circumscripcions electorals        | Circumscripcions electorals       | Circumscripcions electorals | Circumscripcions electorals                         | Circumscripcions electorals |
| Districtes urbans d'Osaka i Sakai | Districtes urbans d'Osaka i Sakai  | Districtes urbans d'Osaka i Sakai | Municipis no-designats      | Municipis no-designats                              | Municipis no-designats      |
| Circumscripció                    | Districtes (Ku)                    | Escons                            | Circumscripció              | Municipis, districtes (Gun)                         | Escons                      |
| --------------------------------- | ---------------------------------- | --------------------------------- | --------------------------- | --------------------------------------------------- | --------------------------- |
| Kita                              | Kita (Osaka)                       | 1                                 | Kishiwada                   | Kishiwada                                           | 2                           |
| Miyakojima                        | Miyakojima (Osaka)                 | 1                                 | Toyonaka                    | Toyonaka                                            | 4                           |
| Fukushima Konohana                | Fukushima (Osaka) Konohana (Osaka) | 1                                 | Ikeda                       | Ikeda                                               | 1                           |
| Chūō                              | Chūō (Osaka)                       | 1                                 | Suita                       | Suita                                               | 4                           |
| Nishi                             | Nishi (Osaka)                      | 1                                 | Senboku                     | Izumiōtsu Taishi Districte de Senboku               | 2                           |
| Minato                            | Minato (Osaka)                     | 1                                 | Mishima                     | Takatsuki Districte de Mishima                      | 4                           |
| Taishō Nishinari                  | Taishō (Osaka) Nishinari (Osaka)   | 2                                 | Kaizuka                     | Kaizuka                                             | 1                           |
| Tennōji Naniwa                    | Tennōji (Osaka) Naniwa (Osaka)     | 1                                 | Moriguchi                   | Moriguchi                                           | 1                           |
| Nishiyodogawa                     | Nishiyodogawa (Osaka)              | 1                                 | Hirakata                    | Hirakata                                            | 4                           |
| Yodogawa                          | Yodogawa (Osaka)                   | 2                                 | Ibaraki                     | Ibaraki                                             | 3                           |
| Higashiyodogawa                   | Hiagashiyodogawa (Osaka)           | 2                                 | Yao                         | Yao                                                 | 3                           |
| Higashinari                       | Higashinari (Osaka)                | 1                                 | Sennan I                    | Izumisano Kumatori                                  | 1                           |
| Ikuno                             | Ikuno (Osaka)                      | 1                                 | Minamikawachi               | Tondabayashi Ōsakasayama Districte de Minamikawachi | 2                           |
| Asahi                             | Asahi (Osaka)                      | 1                                 | Neyagawa                    | Neyagawa                                            | 2                           |
| Jōtō                              | Jōtō (Osaka)                       | 2                                 | Kawachinagano               | Kawachinagano                                       | 1                           |
| Tsurumi                           | Tsurumi (Osaka)                    | 1                                 | Matsubara                   | Matsubara                                           | 1                           |
| Abeno                             | Abeno (Osaka)                      | 1                                 | Daitō Shijōnawate           | Daitō Shijōnawate                                   | 2                           |
| Suminoe                           | Suminoe (Osaka)                    | 1                                 | Izumi                       | Izumi                                               | 2                           |
| Sumiyoshi                         | Sumiyoshi (Osaka)                  | 2                                 | Toyono                      | Minō Districte de Toyono                            | 2                           |
| Higashisumiyoshi                  | Higashisumiyoshi (Osaka)           | 1                                 | Kashiwara Fujiidera         | Kashiwara Fujiidera                                 | 1                           |
| Hirano                            | Hirano (Osaka)                     | 2                                 | Habikino                    | Habikino                                            | 1                           |
| Sakai                             | Sakai (Sakai)                      | 2                                 | Kadoma                      | Kadoma                                              | 1                           |
| Naka                              | Naka (Sakai)                       | 1                                 | Settsu                      | Settsu                                              | 1                           |
| Higashi Mihara                    | Higashi (Sakai) Mihara (Sakai)     | 1                                 | Higashiōsaka                | Higashiōsaka                                        | 5                           |
| Nishi                             | Nishi (Sakai)                      | 1                                 | Sennan II                   | Sennan Hannan Tajiri Misaki                         | 1                           |
| Minami                            | Minami (Sakai)                     | 1                                 | Katano                      | Katano                                              | 1                           |
| Kita                              | Kita (Sakai)                       | 2                                 |                             |                                                     |                             |
| TOTAL: 88 escons                  |                                    |                                   |                             |                                                     |                             |

## Històric de resultats
Durant molt de temps el PLD va ser el grup parlamentari més gran i més votat a l'assemblea prefectural, però a les eleccions prefecturals de 2011 el Partit de la Restauració d'Osaka (ARO) de recent creació i liderat per Tōru Hashimoto va aconseguir 57 escons, convertint-se així en la força més votada i obtenint la majoria absoluta a l'assemblea. Aquesta victòria de l'ARO va suposar una davallada per al PLD i els demobudistes, tot i que també els comunistes van vore reduïda la seua representació. A les eleccions prefecturals de 2015 va entrar en vigor la reducció dels 109 escons de l'assemblea als 88 actuals i l'ARO només va aconseguir 42 escons, mantenint-se com la força més votada però perdent la majoria absoluta, mentres que el PLD i el PCJ van augmentar la seua representació. El PD només va aconseguir un escó, cosa que es va considerar una derrota històrica. A les eleccions prefecturals de 2019, l'ARO va aconseguir 51 escons que es convertiren en 53 després d'afegir als independents afins, una majoria absoluta sobrada, mentres que els demobudistes i els comunistes van mantindre els seus escons anteriors a les eleccions, obtenint el PLD una nova davallada en perdre 9 escons.
| Candidatura          | Candidatura | 1947 | 1951 | 1955 | 1959 | 1963 | 1967 | 1971 | 1975 | 1979 | 1983 | 1987 | 1991 | 1995 | 1999 | 2003 | 2007 | 2011 | 2015 | 2019 |
|                      | PLD         | 43   | 49   | 46   | 39   | 41   | 42   | 37   | 38   | 38   | 40   | 38   | 47   | 44   | 43   | 40   | 45   | 13   | 21   | 15   |
|                      | PSJ PSD     | 22   | 21   | 23   | 30   | 23   | 24   | 23   | 15   | 15   | 15   | 17   | 17   | 13   | 2    | 2    | 1    | -    | -    | -    |
|                      | ARO         | -    | -    | -    | -    | -    | -    | -    | -    | -    | -    | -    | -    | -    | -    | -    | -    | 57   | 42   | 51   |
|                      | KMT         | -    | -    | -    | -    | 4    | 11   | 11   | 19   | 19   | 25   | 26   | 19   | 22   | 22   | 23   | 23   | 21   | 15   | 15   |
|                      | PCJ         | 3    | 1    | 3    | 2    | 5    | 3    | 14   | 17   | 19   | 9    | 11   | 11   | 9    | 12   | 9    | 10   | 4    | 3    | 2    |
|                      | PNF PD PDC  | -    | -    | -    | -    | -    | -    | -    | -    | -    | -    | -    | -    | 9    | 11   | 18   | 19   | 10   | 1    | 1    |
|                      | PDS         | -    | -    | -    | -    | 16   | 16   | 16   | 11   | 10   | 10   | 11   | 6    | -    | -    | -    | -    | -    | -    | -    |
|                      | PM          | -    | -    | -    | 6    | 3    | 3    | -    | 3    | 7    | 9    | 2    | 1    | 1    | -    | -    | -    | 1    | -    | -    |
|                      | Ind         | 6    | 15   | 14   | 9    | 9    | 11   | 8    | 9    | 5    | 5    | 8    | 12   | 15   | 22   | 20   | 14   | 3    | 6    | 4    |
| Total                | Total       | 74   | 86   | 86   | 86   | 101  | 110  | 110  | 112  | 113  | 113  | 113  | 113  | 113  | 112  | 112  | 112  | 109  | 88   | 88   |
| Fonts: Dades globals |             |      |      |      |      |      |      |      |      |      |      |      |      |      |      |      |      |      |      |      |